# Chimaphila acuminata
Chimaphila acuminata là một loài thực vật có hoa trong họ Thạch nam. Loài này được (Lange) Rydb. mô tả khoa học đầu tiên năm 1914.